# Francesco Tortarolo
Giobatta Franceschino Tortarolo, meglio noto con il nome di Francesco (Ovada, 28 settembre 1916 – Ovada, 14 agosto 2004), è stato un calciatore e allenatore di calcio italiano, di ruolo centrocampista.

## Carriera

### Giocatore
Cresciuto con la Sampierdarenese (inglobata dal 1937 nel Liguria), giocò in Serie A con la squadra genovese per sette stagioni (6 di Serie A e una di Serie B) prima dell'interruzione bellica. Esordì con la Sampierdarenese nel pareggio casalingo a reti bianche del 20 dicembre 1936 contro la Triestina.
Giocò poi con la Juventus il Campionato Alta Italia 1945-1946, per proseguire la carriera dal 1946 al 1948, sempre in massima serie, con l'Alessandria. Con i grigi esordì nella sconfitta casalinga per 3-1 contro il Modena del 22 settembre 1946.
Nel 1948 passa al Genoa, con cui esordisce il 24 ottobre dello stesso anno nella vittoria casalinga per 4-1 contro l'Inter. Rimarrà in forza ai rossoblù sino 1951, retrocedendo in cadetteria al termine della stagione 1950-1951.
Chiuse la carriera di calciatore in Serie C e in IV Serie, con lo Spezia. In carriera ha totalizzato complessivamente 259 presenze e 5 reti in Serie A e 26 presenze in Serie B.

### Allenatore
Terminata la carriera agonistica divenne preparatore atletico del Como, che allenò anche nel corso della stagione 1961-62, in coppia con il direttore sportivo Giulio Cappelli portando la squadra alla salvezza in Serie B.

## Palmarès

### Giocatore

#### Competizioni nazionali
- Serie B: 1

Liguria: 1940-1941